# Crinibracon striatus
Crinibracon striatus är en stekelart som beskrevs av Donald L.J. Quicke 1988. Crinibracon striatus ingår i släktet Crinibracon och familjen bracksteklar. Inga underarter finns listade i Catalogue of Life.